# Liverpool Street (metropolitana di Londra)
Liverpool Street è una stazione delle linee Central, Circle, Hammersmith & City e Metropolitan della metropolitana di Londra.

## Storia
Dal 1874 al 1875 la Metropolitan Railway aveva come capolinea la stazione principale di Liverpool Street; il 12 luglio 1875 l'azienda ha aperto la propria stazione, inizialmente chiamata Bishopsgate. La stazione è stata ribattezzata Liverpool Street nel 1909.
I binari 1 e 2 della stazione sono stati aperti nel 1875; è ancora esistente un terzo binario tronco, con direzione unica verso ovest, veniva utilizzato per i treni della Metropolitan che si attestavano in questa stazione e occasionalmente dai treni della linea District che circolano via Edgware Road.
Nel 1912 la stazione di Liverpool Street è diventata il nuovo capolinea della Central London Railway dopo il completamento di un progetto di prolungamento da Bank: a un livello più profondo rispetto ai binari 1, 2 e 3, i binari 4 e 5 sono stati aperti il 28 luglio 1912 come capolinea orientale della Central London Railway.
La London Post Office Railway ha aperto, nel dicembre 1927, una stazione all'estremità meridionale di Liverpool Street sotto l'hotel; ascensori su entrambi i lati della stazione e scivoli consentivano il trasferimento della posta da e per la stazione principale. Due trasportatori di sacchi postali di pacchi e lettere lunghe 96 metri erano collegati ai binari 10 e 11; traffico postale ha raggiunto i 10.000 sacchi al giorno nel 1930.
Il 4 dicembre 1946 la linea passeggeri è stata estesa verso est come parte del New Works Programme del London Passenger Transport Board ritardato dalla guerra. Una biglietteria è stato aggiunta alla stazione nel 1951.
La stazione della metropolitana è stata gravemente danneggiata dagli attacco terroristico del 1993 a Bishopsgate ed è, pertanto, rimasta temporaneamente chiusa. Anche a causa degli attacchi terroristici del 7 luglio 2005 la stazione è rimasta coinvolta in quanto, una bomba è esplosa a bordo di un treno della linea Circle che aveva appena lasciato la stazione di Liverpool Street verso Aldgate.

### Progetti
A partire dal futuro, Liverpool Street sarà attraversata dai binari dal Crossrail. I servizi del Crossrail congiungeranno la stazione con Paddington, Heathrow e Maidenhead, attraverso la Città di Londra e il West End in direzione ovest, e con Abbey Wood e Shenfield verso est.
Una nuova biglietteria con accessibilità consentita anche a portatori di handicap (libera, dunque, da barriere architettoniche) sarà costruita accanto all'area di Broadgate; sarà consentita, inoltre, tramite un collegamento pedonale attraverso i nuovi binari del Crossrail, la possibilità di raggiungere la stazione di Moorgate, pertanto fornendo l'accesso diretto alla linea Northern della metropolitana di Londra e la Northern City Line.
I sei treni all'ora che eseguono il servizio metropolitano collegando la stazione di Liverpool Street e Shenfield saranno raddoppiati e dirottati nel tunnel del Crossrail tra Liverpool Street e Stratford via Whitechapel.

## Strutture e impianti
L'accessibilità per portatori di handicap è possibile solamente sul binario diretto verso est (in senso orario) in direzione Aldgate/Barking lungo le linee Circle/Hammersmith & City/Metropolitan.
La stazione è situata all'interno della Travelcard Zone 1.

## Interscambi
La fermata costituisce un importante interscambio con la stazione ferroviaria di Liverpool Street.
Nelle vicinante della stazione effettuano fermata numerose linee automobilistiche di superficie urbane, gestite da London Buses, e nazionali, gestite da National Express.
- (Liverpool Street - London Overground, TfL Rail, linee nazionali);
- Fermata autobus

## Galleria d'immagini

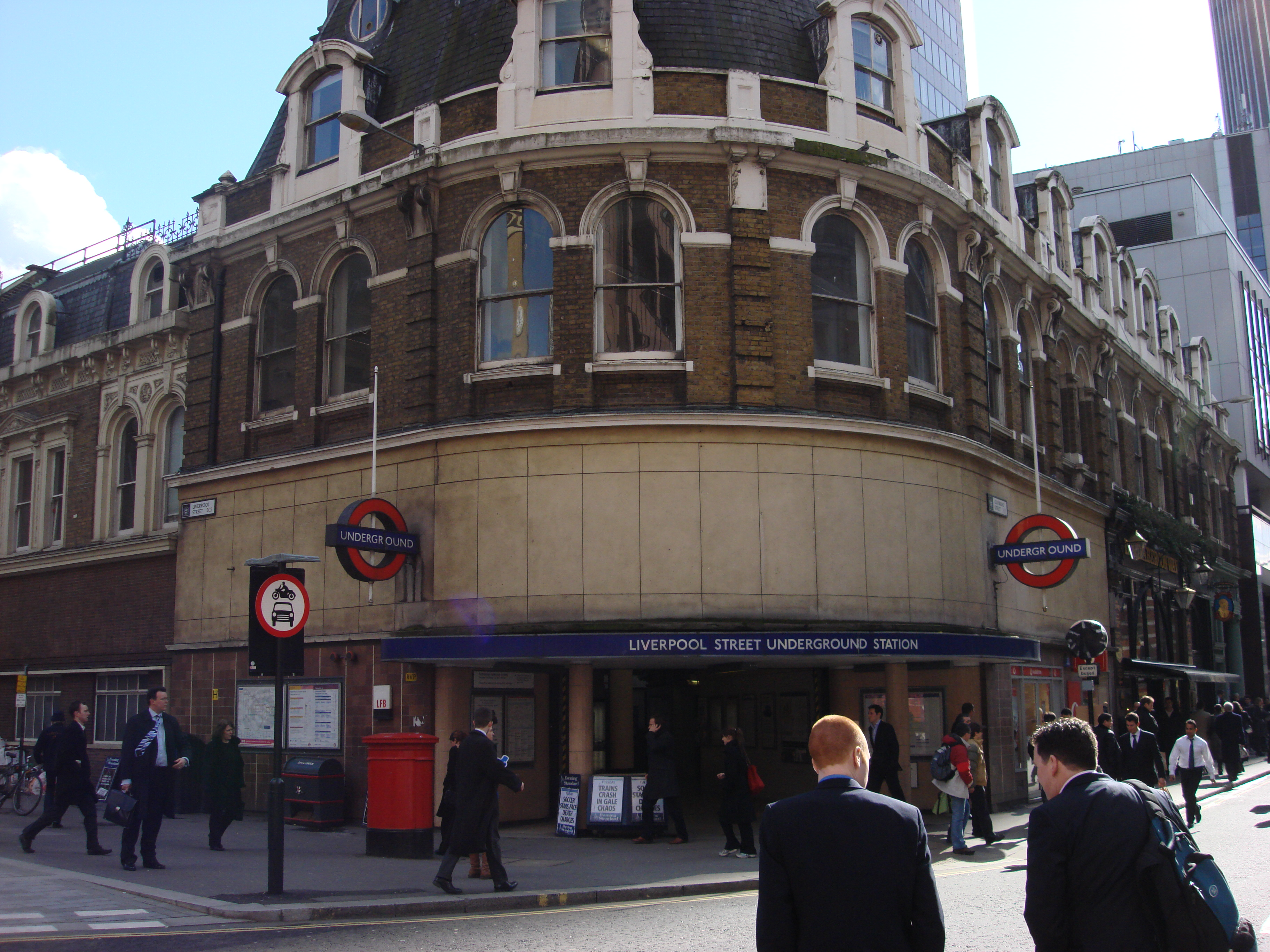
Entrata superficiale della stazione
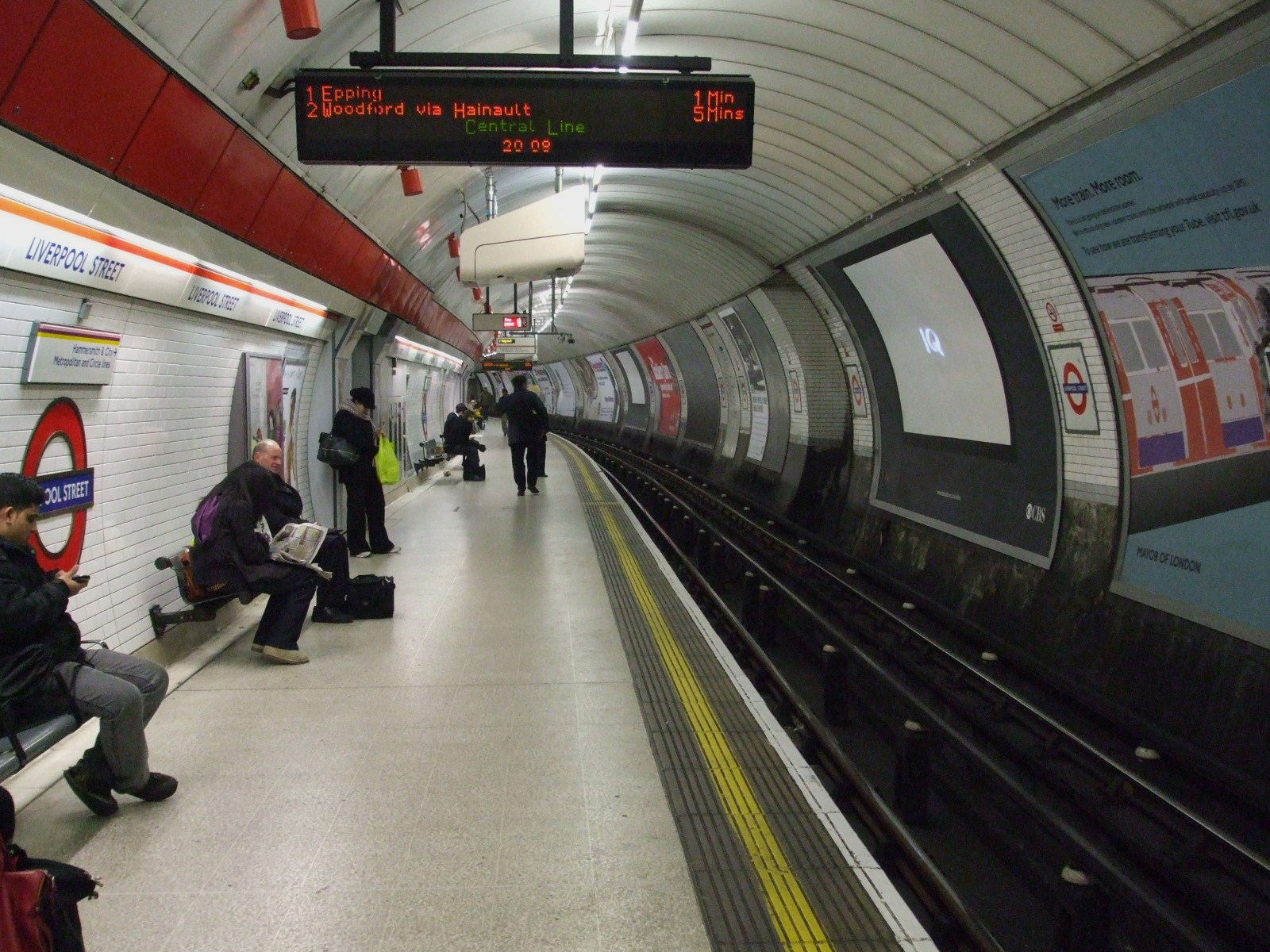
Binario della Central line in direzione est.
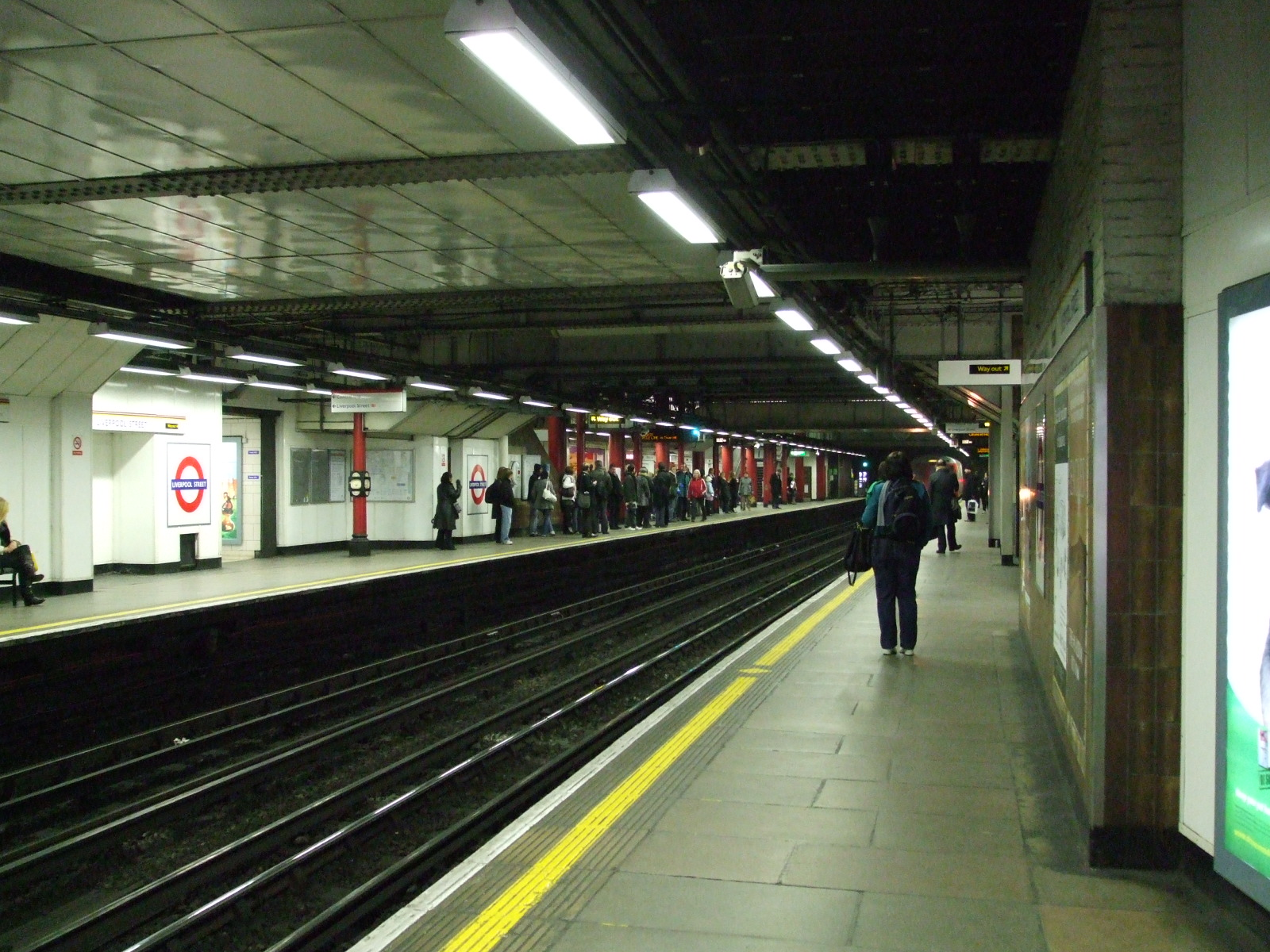
Binari della metropolitana.
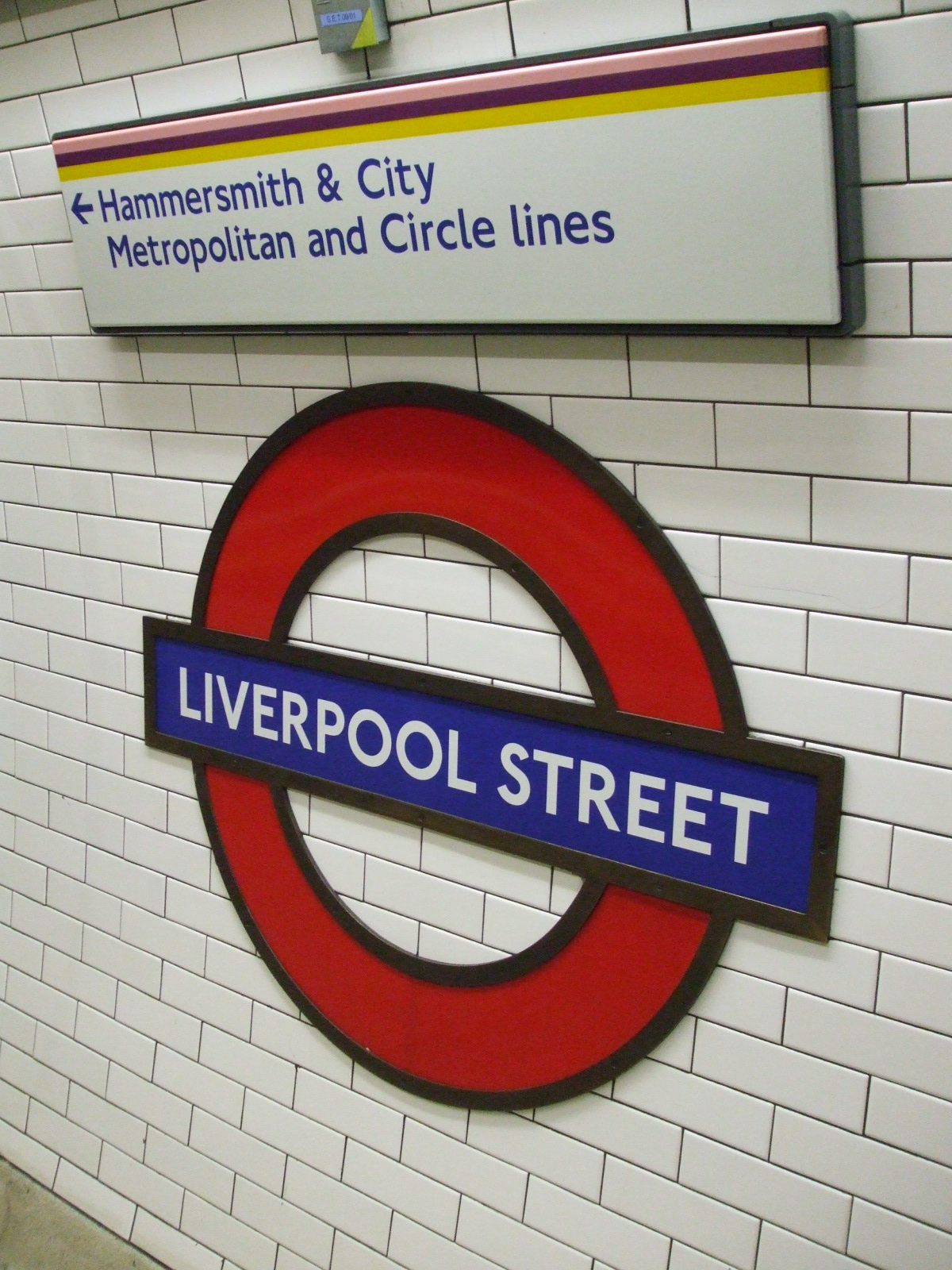
Segnale del binario sulla Central line.
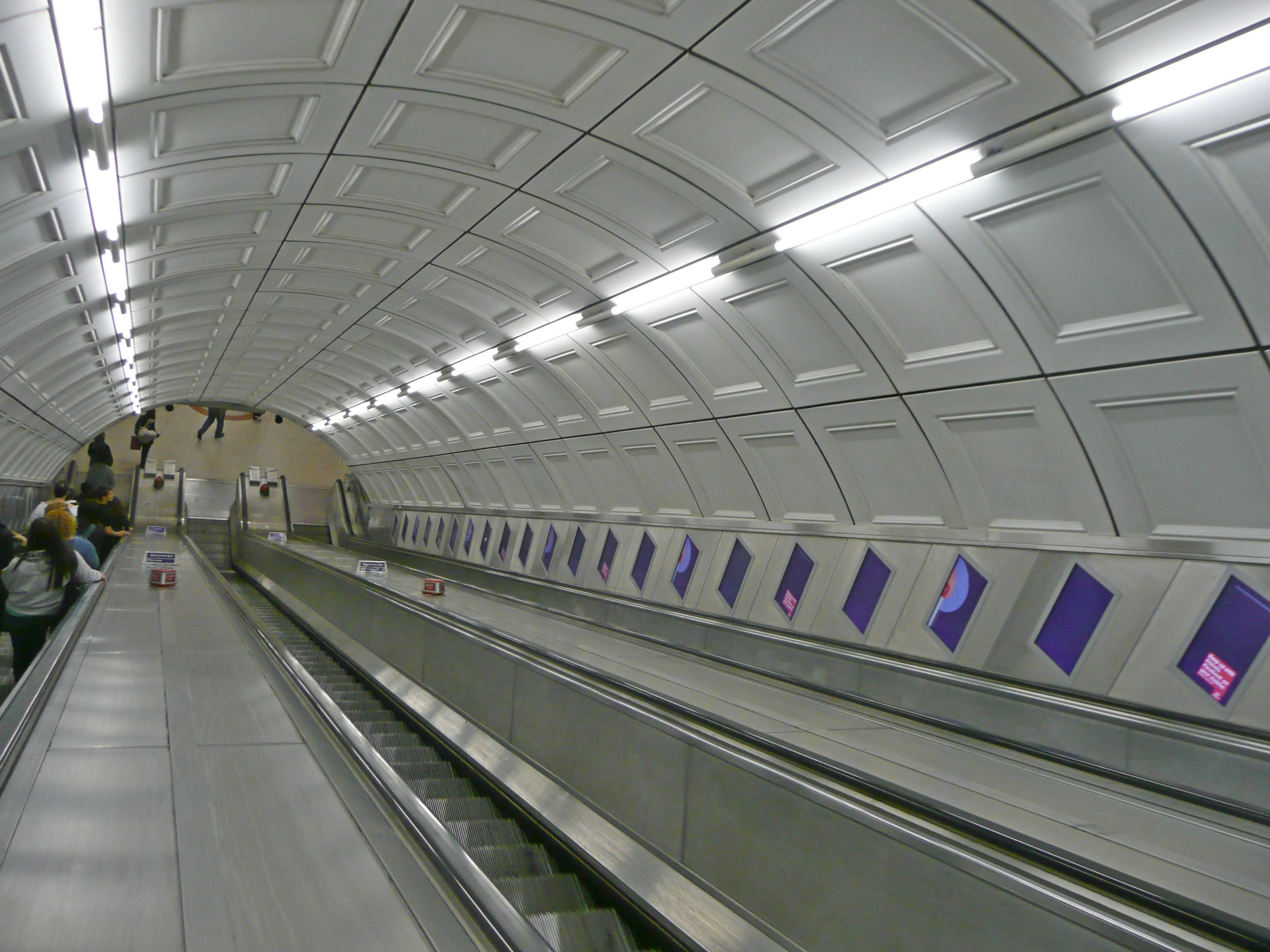
Scale mobili della stazione.
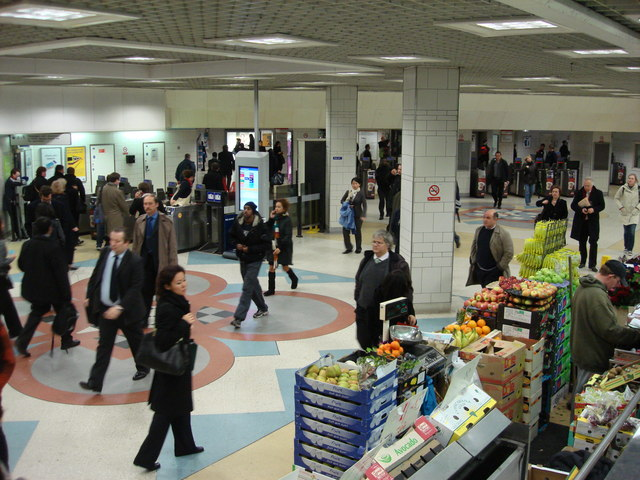
Mezzanino della metropolitana.